# Dodonaea viscosa

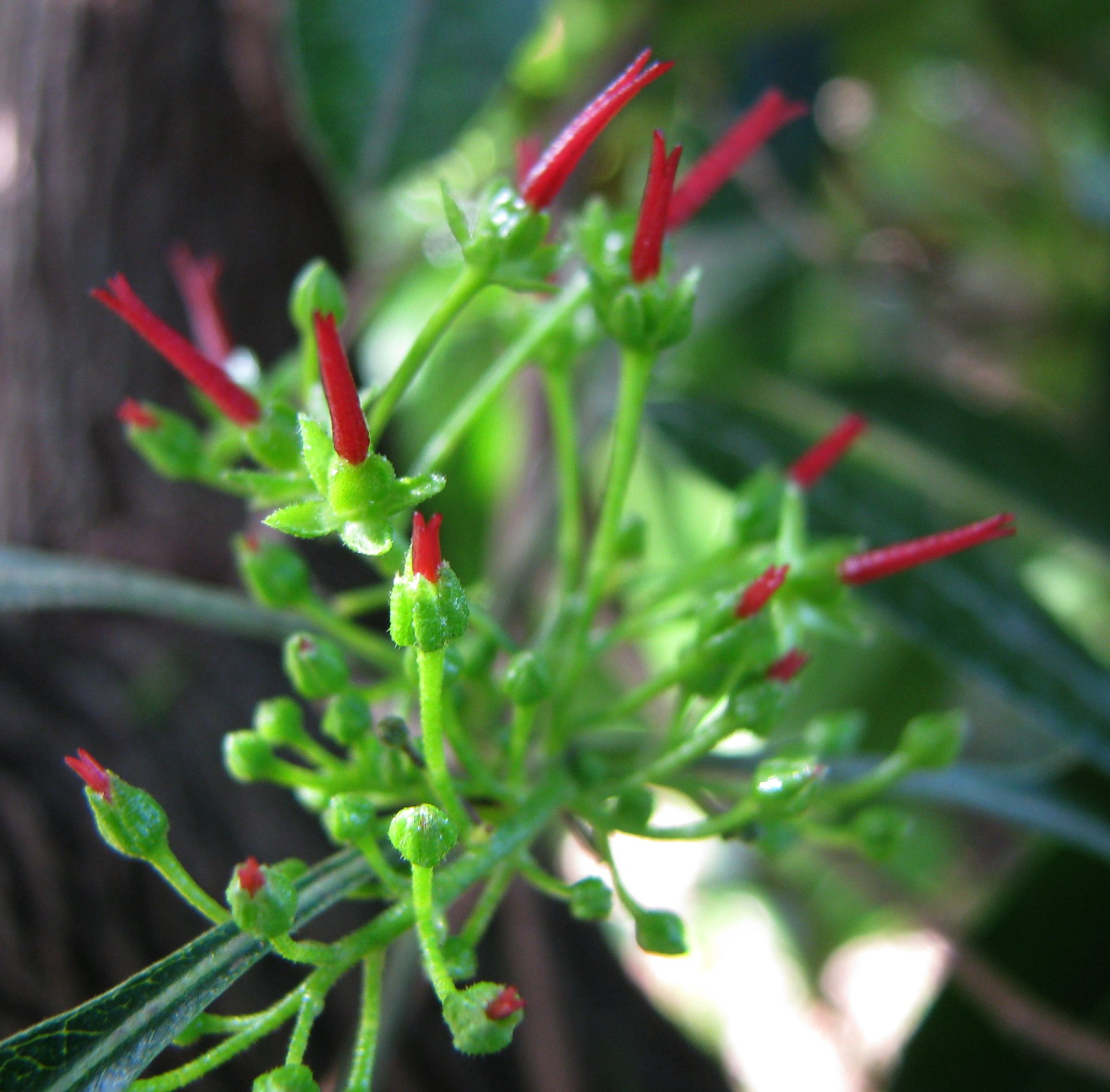
Weibliche Blüten

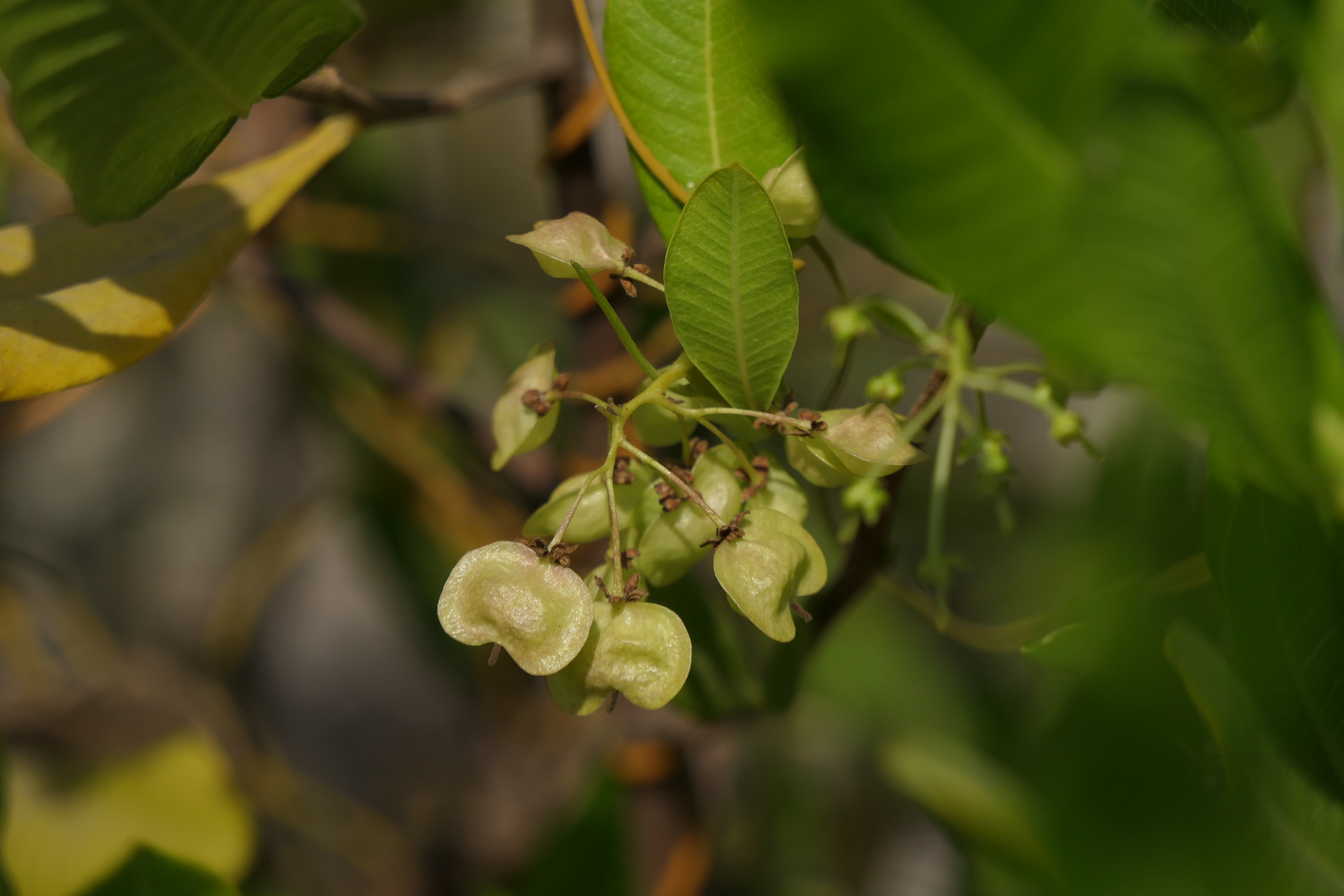
Fruchtstand

Dodonaea viscosa ist eine Pflanzenart aus der Familie der Seifenbaumgewächse (Sapindaceae). Dodonaea viscosa kommt als Kosmopolit in tropischen, subtropischen und gemäßigten Klimazonen vor.

## Beschreibung

### Vegetative Merkmale
Dodonaea viscosa wächst als immergrüner, reich verzweigter Strauch oder Zwergstrauch mit Wuchshöhen von 0,5 bis 3 Meter oder seltener als kleiner Baum mit Wuchshöhen von bis 9 Meter. Der Stamm erreicht Durchmesser bis zu 30 cm. Die Äste, Zweige, Blätter und Blütenstände sind klebrig (daher das Artepitheton viscosa für klebrig). Die faserige Borke ist dunkelbraun und löst sich in langen, dünnen Streifen ab. Die dünnen und leicht kantigen Zweige besitzen eine hellbraune, kahle Rinde. Das harte und schwere Holz ist gelb-braun und es ist höchstens wenig schwarzes Kernholz vorhanden.
Die wechselständig an den Zweigen angeordneten, sehr kurz gestielten bis sitzend bis fast sitzenden, ledrigen, meist ganzrandigen bis geschweift Laubblätter sind mit einer Länge von 3 bis 12,5 cm und einer Breite bis 3 cm schmal verkehrt-eiförmig, -eilanzettlich bis spatelförmig oder verkehrt-eiförmig bis elliptisch. Sie sind stumpf bis rundspitzig oder spitz, manchmal eingebuchtet oder stachelspitzig, gelblich-grün, kahl, drüsig und sondern eine klebrige, harzige Substanz ab, besonders, so lange sie jung sind. Der Blattrand ist teils leicht umgebogen.

### Generative Merkmale
Dodonaea viscosa ist zweihäusig getrenntgeschlechtig (diözisch) oder es liegt Subdiözie vor. In Neuseeland sind die Pflanzen oft einhäusig monözisch. Von September bis Januar stehen in kurzen, endständigen, etwa 2,5 bis 3 cm langen, rispigen Blütenständen die Blüten zusammen. Der Blütenstiel ist 4 bis 8 mm lang. Die kleinen, meist funktional eingeschlechtigen oder zwittrigen Blüten sind radiärsymmetrisch und etwa 6 mm lang. Die drei bis fünf haltbaren, grünlich-gelben, flaumig behaarten Kelchblätter sind bei einer Länge von 3 mm eiförmig und an ihrer Basis verwachsen, Kronblätter fehlen. In den männlichen Blüten sind sechs bis acht oder zehn freie, fertile Staubblätter mit fast sitzenden, bei einer Länge von 2 bis 5 mm länglichen, roten Staubbeuteln vorhanden, die an der Spitze spärlich behaart sind. Der kleine Diskus ist ring- und polsterförmig. In weiblichen Blüten sind rudimentäre Staubblätter und in männlichen Blüten ein rudimentärer Fruchtknoten vorhanden. Der oberständige, zwei- bis vierkammerige, drüsige Fruchtknoten ist 2,2 mm lang und spärlich behaart bis kahl. Der etwa 3 mm lange, rote bis gelbe Griffel ist fein papillös und endet in einer langen, roten bis gelben, zwei- bis vierästigen Narbe. Bei männlichen Blüten kann ein Pistillode und bei weiblichen können Staminodien mit Antheroden vorhanden sein.
Die kleine, häutige, zwei- bis vierfächerige, zuerst rötliche und mehrsamige Kapselfrucht ist mit einer Länge von 1,2 bis 1,4 cm sowie einem Durchmesser von 1,5 bis 2 cm leicht aufgeblasen und reift manchmal ab November, oft von Januar bis März und färbt sich dabei hell- bis kastanienbraun. Die Kapselfrucht besitzt meist drei oder vier, manchmal zwei papierartige Flügel, die bis zu 1 cm breit sind. Eine Kapselfrucht enthält bis zwei Samen pro Fach. Die etwa 3 mm langen, ellipsoiden bis fast kugeligen Samen sind schwarz.

## Bilder

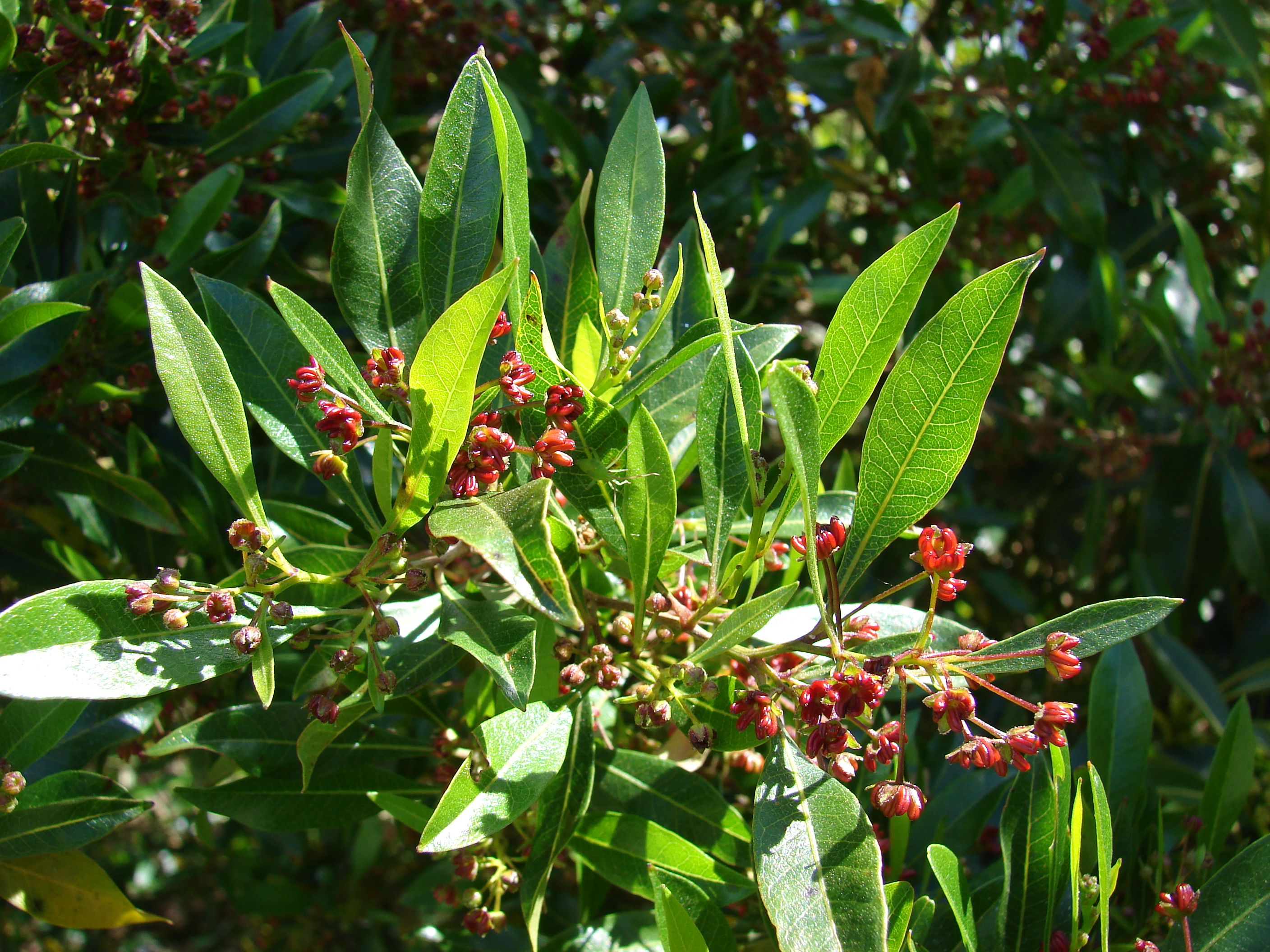
Männlicher Blütenstand
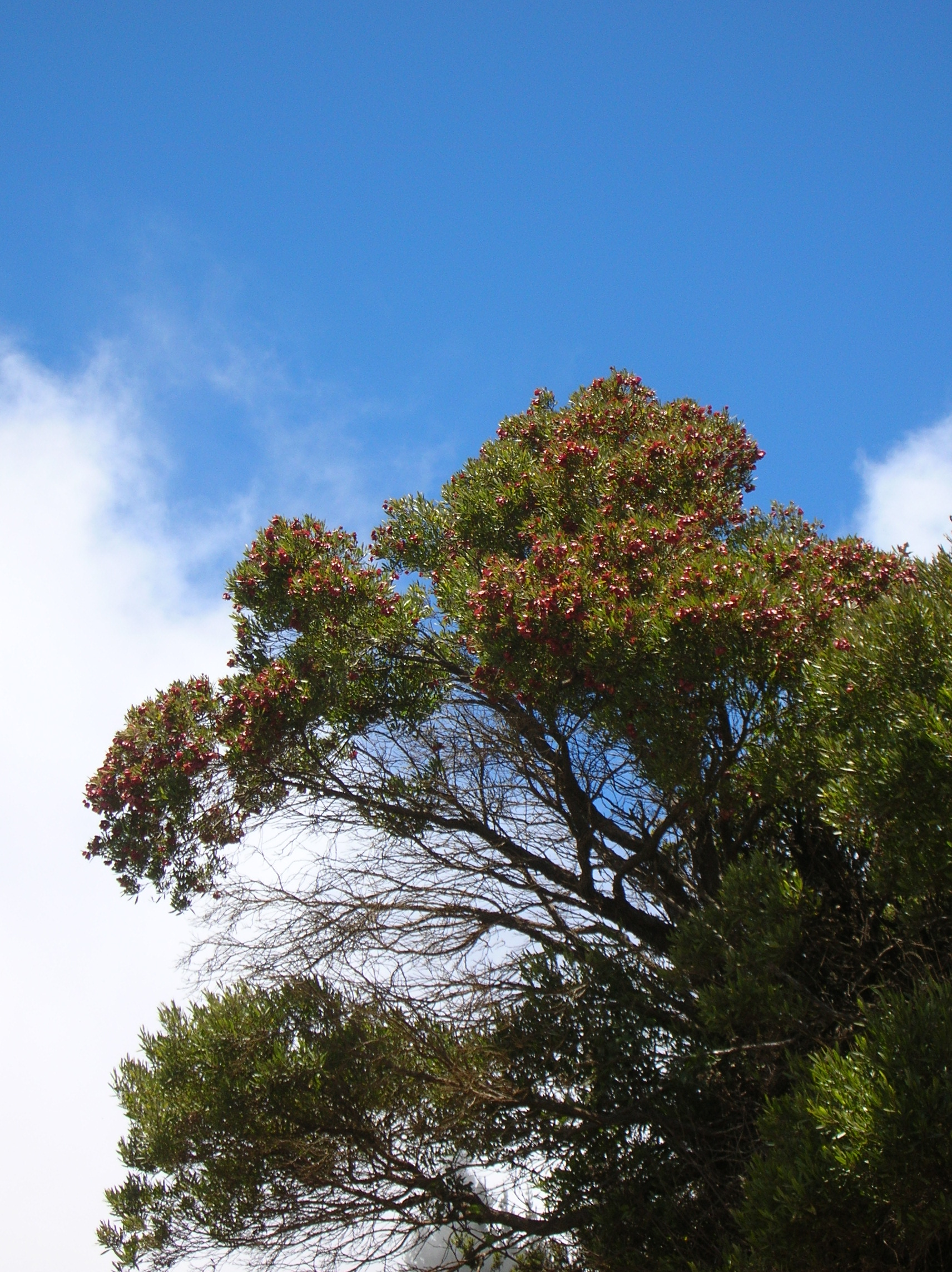
Habitus
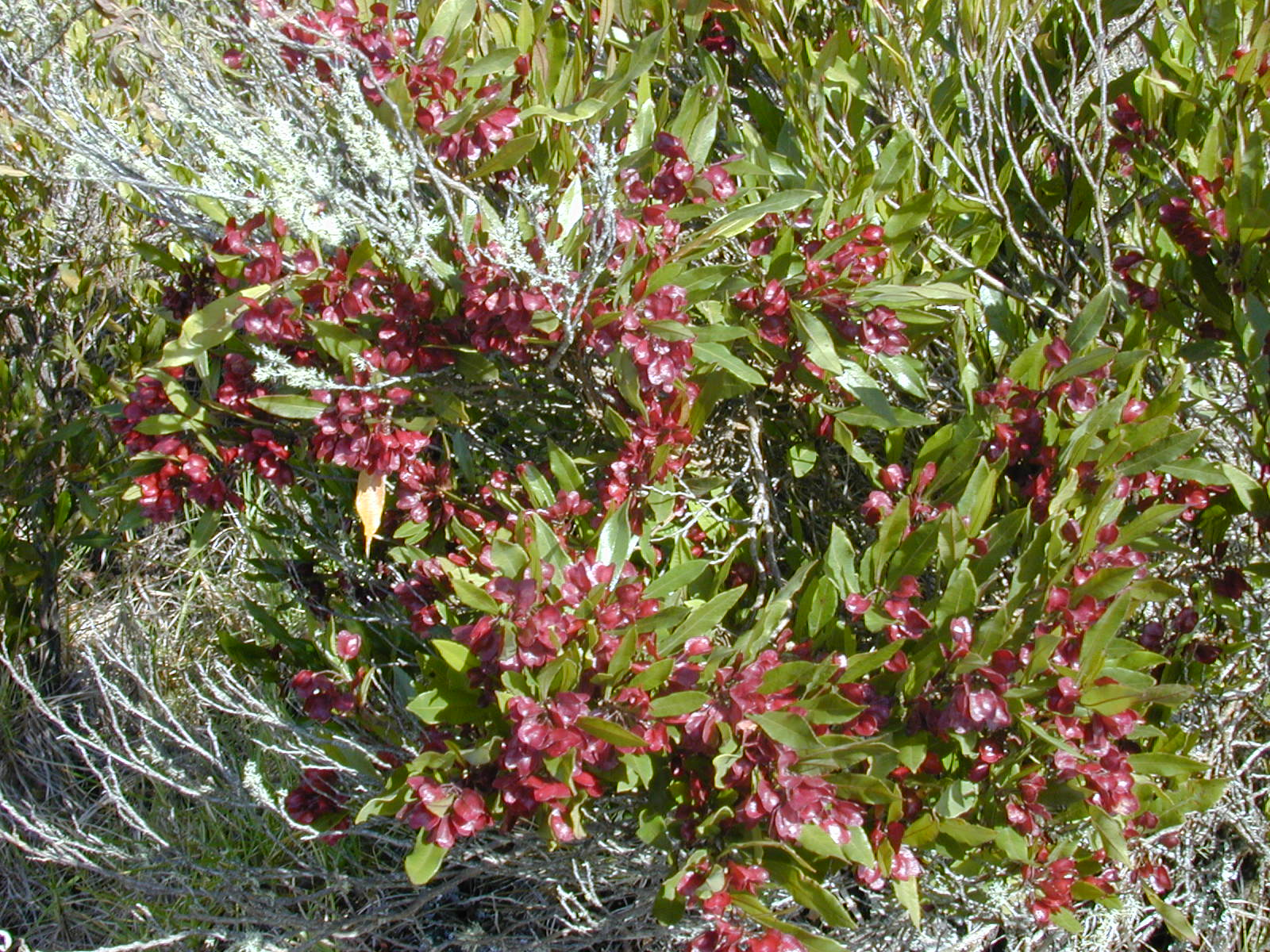
Laubblätter und jüngere Früchte
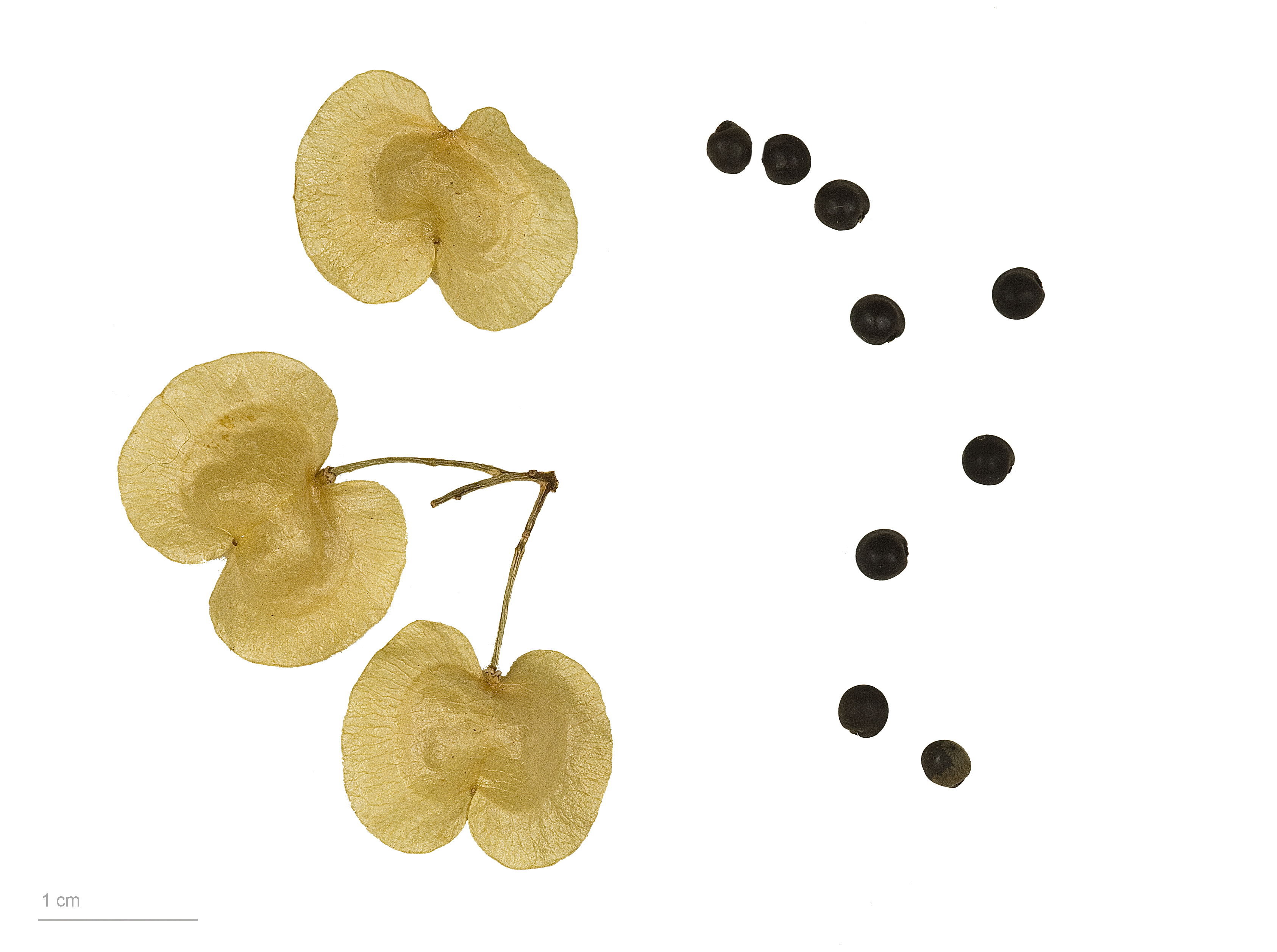
Dodonaea viscosa - Museum specimen

## Namensgebung
Der englische Trivialname „hopbush“ (übersetzt „Hopfenbusch“) für alle Arten der Gattung Dodonaea verwendet. Für Dodonaea viscosa sind im Südwesten der USA „canyon hopbush“, „hopseed“, „hopseed bush“ gebräuchlich.
Trivialnamen für Dodonaea viscosa in Australien sind: „broad leaf hopbush“, „candlewood“, „giant hopbush“, „narrow leaf hopbush“, „sticky hopbush“, „native hop bush“, „soapwood“, „switchsorrel“, „wedge leaf hopbush“, and „native hop“. Laut den botanischen Erklärungstafeln im Uluru-Kata-Tjuta-Nationalpark nennen die zentralaustralischen Aborigines den Busch „Tjininypa“.
Weitere Trivialnamen sind: ʻaʻaliʻi, ‘a‘ali‘i-ku ma kua und ‘a‘ali‘i ku makani auf (Hawaii), Akeake (Neuseeland auf Māori für ewig), Lampuaye (Guam); Mesechelangel (Palau); Chirca (Uruguay, Argentinien); Romerillo (Sonora in Mexiko); Jarilla (Südliches Mexiko); Hayuelo (Kolumbien); Ch'akatea (Bolivien); Casol caacol (in der Sprache der mexikanischen Seri).
Der Gattungsname erinnert an den flämischen Botaniker Rembert Dodoens (latinisiert Dodonaeus).

## Nutzung
Das Kernholz ist sehr hart, schwer und dauerhaft.
Die neuseeländischen Māori nutzten das Kernholz zur Herstellung von Keulen und anderen Waffen. Die Ureinwohner Hawaiis machten pou (Hauspfosten) sowie Speere, laʻau melomelo (Fischköder) und ʻōʻō (Grabstöcke) aus dem Holz und gewannen aus der Frucht einen rote Farbstoff. Das Volk der Seri in Mexiko nutzt diese Pflanzenart auch medizinisch.
Die Kulturform 'Purpurea' mit purpurfarbigem Laub wird als Zierpflanze verwendet.

## Vorkommen
Dodonaea viscosa ist als Kosmopolit in der tropischen, subtropischen und gemäßigten Klimazone des südlichen Afrika, Nordamerikas, südlichen Asiens (China und Indischer Subkontinent) und Australiens und Ozeaniens verbreitet.
In Neuseeland kommt diese Art an der Ostküste von North Cape bis zur Banks Peninsula, an der Westküste bei Greymouth vor.

## Systematik
Die Erstveröffentlichung des Artnamens Dodonaea viscosa erfolgte 1760 durch Nikolaus Joseph von Jacquin in Enumeratio Systematica Plantarum, quas in insulis Caribaeis, 19. Synonyme für Dodonaea viscosa Jacq. sind: Dodonaea eriocarpa Sm., Dodonaea sandwicensis Sherff, Dodonaea stenocarpa Hillebr.
Es gibt mehrere Unterarten:
- Dodonaea viscosa subsp. angustifolia (L.f.) J.G.West
- Dodonaea viscosa subsp. angustissima (DC.) J.G.West
- Dodonaea viscosa subsp. burmanniana (DC.) J.G.West
- Dodonaea viscosa subsp. cuneata (Sm.) J.G.West
- Dodonaea viscosa subsp. mucronata J.G.West
- Dodonaea viscosa subsp. spatulata (Sm.) J.G.West
- Dodonaea viscosa (L.) Jacq. subsp. viscosa